# Endomychus rufipes
Endomychus rufipes es una especie de coleóptero de la familia Endomychidae.

## Distribución geográfica
Habita en Kenia.